# Ah! ça ira
Ah! ça ira è un canto popolare in voga durante l'epoca della Rivoluzione francese, noto a partire dal 1790, adattato da un soldato di nome Ladré.

## Storia
La leggenda vuole che la canzone fu ispirata a partire da una frase del politico statunitense Benjamin Franklin, che durante la sua permanenza a Parigi (1776-1785) a chi gli chiese notizie sulla guerra di indipendenza americana rispose appunto "ah, ça ira! ça ira!" (traducibile come "ah, si farà! si farà!).
Durante la Rivoluzione francese la melodia fu molto in voga tra i sanculotti i quali essendo fortemente avversi ai due ceti dei nobili e del clero, la riadattarono trasformandola in un motivo accusatorio generale contro la classe aristocratica, con i contenuti del testo che proclamavano un imminente sovvertimento della stessa.
Ça ira divenne anche il titolo di una serie di 12 sonetti di Giosuè Carducci del 1883 dedicati alla rivoluzione francese.

## Il testo integrale in lingua originale
| Ah ! ça ira, ça ira, ça ira, Le peuple en ce jour sans cesse répète, Ah ! ça ira, ça ira, ça ira, Malgré les mutins tout réussira. Nos ennemis confus en restent là Et nous allons chanter « Alléluia ! » Ah ! ça ira, ça ira, ça ira, Quand Boileau jadis du clergé parla Comme un prophète il a prédit cela. En chantant ma chansonnette Avec plaisir on dira : Ah ! ça ira, ça ira, ça ira ! Ah ! ça ira, ça ira, ça ira ! Suivant la maxime de l'Évangile Ah ! ça ira, ça ira, ça ira, Du législateur tout s'accomplira. Celui qui s'élève on l'abaissera Celui qui s'abaisse on l'élèvera. Ah ! ça ira, ça ira, ça ira, Le vrai catéchisme nous instruira Et l'affreux fanatisme s'éteindra. Pour être à la loi docile Tout Français s'exercera. Ah ! ça ira, ça ira, ça ira ! Ah ! ça ira, ça ira, ça ira ! Pierrette et Margot chantent la guinguette Ah ! ça ira, ça ira, ça ira, Réjouissons-nous, le bon temps viendra ! Le peuple français jadis à quia, L'aristocrate dit : « Mea culpa ! » Ah ! ça ira, ça ira, ça ira, Le clergé regrette le bien qu'il a, Par justice, la nation l'aura. Par le prudent Lafayette, Tout le monde s'apaisera. Ah ! ça ira, ça ira, ça ira, Ah ! ça ira, ça ira, ça ira ! Par les flambeaux de l'auguste assemblée, Ah ! ça ira, ça ira, ça ira, Le peuple armé toujours se gardera. Le vrai d'avec le faux l'on connaîtra, Le citoyen pour le bien soutiendra. Ah ! ça ira, ça ira, ça ira, Quand l'aristocrate protestera, Le bon citoyen au nez lui rira, Sans avoir l'âme troublée, Toujours le plus fort sera. Ah ! ça ira, ça ira, ça ira ! Ah ! ça ira, ça ira, ça ira ! Petits comme grands sont soldats dans l'âme, Ah ! ça ira, ça ira, ça ira, Pendant la guerre aucun ne trahira. Avec cœur tout bon Français combattra, S'il voit du louche, hardiment parlera. Ah ! ça ira, ça ira, ça ira, Lafayette dit : « Vienne qui voudra ! Le patriotisme leur répondra !» Sans craindre ni feu, ni flamme, Le Français toujours vaincra ! Ah ! ça ira, ça ira, ça ira ! | Ah! Si farà, si farà, si farà! Il popolo in questo giorno senza sosta ripete, Ah! Si farà, si farà, si farà! Malgrado gli ammutinati tutto riuscirà I nostri nemici confusi resteran là E allora noi canteremo "Alleluia!" Ah! Si farà, si farà, si farà! Quando un tempo Boileau del clero parlò Come un profeta tutto questo predisse. Cantando la mia canzonetta Con piacere si dirà: Ah! Si farà, si farà, si farà! Ah! Si farà, si farà, si farà! Seguendo la massima del Vangelo Ah! Si farà, si farà, si farà! Del legislatore tutto si compirà. Colui che s'innalza abbassato sarà Colui che s'abbassa innalzato sarà. Ah! Si farà, si farà, si farà! Il vero catechismo ci istruirà E il terribile fanatismo si spegnerà. Per essere docile alla legge Ogni francese s'eserciterà. Ah! Si farà, si farà, si farà! Ah! Si farà, si farà, si farà! Pierre e Margot cantano la guinguette Ah! Si farà, si farà, si farà! Rallegriamoci, il tempo felice verrà! Il popolo francese un tempo ridotto al silenzio L'aristocratico dice "Mea culpa!" Ah! Si farà, si farà, si farà! Il clero rimpiange il bene che ha Per giustizia la nazione lo avrà. Grazie al prudente Lafayette Ognuno si acquieterà. Ah! Si farà, si farà, si farà! Ah! Si farà, si farà, si farà! Grazie alle fiaccole dell'augusta assemblea Ah! Si farà, si farà, si farà! Il popolo armato sempre si terrà. Il vero dal falso si riconoscerà Il cittadino il bene sosterrà Ah! Si farà, si farà, si farà! Quando l'aristocratico protesterà Il cittadino in faccia gli riderà Senza avere l'animo turbato, Il più forte sempre sarà. Ah! Si farà, si farà, si farà! Ah! Si farà, si farà, si farà! I piccoli e i grandi sono soldati nel loro cuore Ah! Si farà, si farà, si farà! Durante la guerra nessuno tradirà Con cuore ogni buon francese combatterà Se vede del losco, con coraggio parlerà. Ah! Si farà, si farà, si farà! Lafayette disse "Venga chi vuole! Il patriottismo loro risponderà!" Senza temere né fuoco né fiamma Il [cittadino] francese sempre vincerà! Ah! Si farà, si farà, si farà! |

## Strofe aggiunte dai sanculotti
| Ah ! ça ira, ça ira, ça ira ! Les aristocrates à la lanterne, Ah ! ça ira, ça ira, ça ira ! Les aristocrates on les pendra ! Ah ! ça ira, ça ira, ça ira ! Les aristocrates à la lanterne. Ah ! ça ira, ça ira, ça ira ! Les aristocrates on les pendra. Si on n' les pend pas On les rompra Si on n' les rompt pas On les brûlera. Ah ! ça ira, ça ira, ça ira, Ah ! ça ira, ça ira, ça ira, Nous n'avons plus ni nobles, ni prêtres, Ah ! ça ira, ça ira, ça ira, L'égalité partout régnera. L'esclave autrichien le suivra, Ah ! ça ira, ça ira, ça ira, Et leur infernale clique Au diable s'envolera. Ah ! ça ira, ça ira, ça ira, Les aristocrates à la lanterne ; Ah ! ça ira, ça ira, ça ira, Les aristocrates on les pendra ; Et quand on les aura tous pendus, On leur fichera la pelle au c... | Ah! Si farà, si farà, si farà! Gli aristocratici al lampione Ah! Si farà, si farà, si farà! Gli aristocratici li s'impiccherà! Ah! Si farà, si farà, si farà! Gli aristocratici al lampione Ah! Si farà, si farà, si farà! Gli aristocratici li s'impiccherà! Se non li s'impiccherà Li si romperà Se non li si romperà Li si brucerà Ah! Si farà, si farà, si farà! Ah! Si farà, si farà, si farà! Non abbiamo più nobili né preti Ah! Si farà, si farà, si farà! L'uguaglianza ovunque regnerà Lo schiavo austriaco lo seguirà Ah! Si farà, si farà, si farà! E il loro seguito infernale Al diavolo andrà. Ah! Si farà, si farà, si farà! Gli aristocratici al lampione Ah! Si farà, si farà, si farà! Gli aristocratici li s'impiccherà! E quando li avremo impiccati tutti, Gli ficcheremo una pala nel c[ulo] |

## Strofe improvvisate una mattina sul Campo di Marte durante un acquazzone
| Ah ça ira, ça ira, ça ira ! En dépit d'z aristocrat' et d'la pluie, Ah! ça ira, ça ira, ça ira ! Nous nous mouillerons, mais ça finira. Ah ! ça ira, ça ira, ça ira ! On va trop bien l'nouer pour que ça s'délie, Ah ! ça tiendra ! Et dans deux mille ans on s'en souviendra | Ah! Si farà, si farà, si farà! A dispetto degli aristocratici e della pioggia Ah! Si farà, si farà, si farà! Ci bagneremo, ma finirà Ah! Si farà, si farà, si farà! Lo legheremo troppo bene perché possa slegarsi, Ah! Terrà, terrà, terrà! E fra duemila anni ci se ne ricorderà |